# Plavání na mistrovství světa v plaveckých sportech 2011
Závody v plavání v olympijském 50 m bazénu na mistrovství světa v plaveckých sportech za rok 2011 proběhly v Šanghaji, Čína ve dnech 24. až 31. července 2011.

## Výsledky

### Individuální disciplíny
| Muži                 | Zlato                                                   | Zlato    | Stříbro                     | Stříbro  | Bronz                          | Bronz    |
| -------------------- | ------------------------------------------------------- | -------- | --------------------------- | -------- | ------------------------------ | -------- |
| 50 m volný způsob    | César Cielo (BRA)                                       | 21,52    | Luca Dotto (ITA)            | 21,90    | Alain Bernard (FRA)            | 21,92    |
| 100 m volný způsob   | James Magnussen (AUS)                                   | 47,63    | Brent Hayden (CAN)          | 47,95    | William Meynard (FRA)          | 48,00    |
| 200 m volný způsob   | Ryan Lochte (USA)                                       | 1:44,44  | Michael Phelps (USA)        | 1:44,79  | Paul Biedermann (GER)          | 1:44,88  |
| 400 m volný způsob   | Pak Tche-hwan (KOR)                                     | 3:42,04  | Sun Jang (CHN)              | 3:43,24  | Paul Biedermann (GER)          | 3:44,14  |
| 800 m volný způsob   | Sun Jang (CHN)                                          | 7:38,57  | Ryan Cochrane (CAN)         | 7:41,86  | Gergő Kis (HUN)                | 7:44,94  |
| 1500 m volný způsob  | Sun Jang (CHN)                                          | 14:34,14 | Ryan Cochrane (CAN)         | 14:44,46 | Gergő Kis (HUN)                | 14:45,66 |
| 50 m znak            | Liam Tancock (GBR)                                      | 24,50    | Camille Lacourt (FRA)       | 24,57    | Gerhard Zandberg (RSA)         | 24,66    |
| 100 m znak           | Camille Lacourt (FRA) Jérémy Stravius (FRA)             | 52,76    | —                           | —        | Rjósuke Irie (JPN)             | 52,98    |
| 200 m znak           | Ryan Lochte (USA)                                       | 1:52,96  | Rjósuke Irie (JPN)          | 1:54,11  | Tyler Clary (USA)              | 1:54,69  |
| 50 m motýlek         | César Cielo (BRA)                                       | 23,10    | Matthew Targett (AUS)       | 23,28    | Geoffrey Huegill (AUS)         | 23,35    |
| 100 m motýlek        | Michael Phelps (USA)                                    | 50,71    | Konrad Czerniak (POL)       | 51,15    | Tyler McGill (USA)             | 51,26    |
| 200 m motýlek        | Michael Phelps (USA)                                    | 1:53,34  | Takeši Macuda (JPN)         | 1:54,01  | Wu Pcheng (CHN)                | 1:54,67  |
| 50 m prsa            | Felipe França (BRA)                                     | 27,01    | Fabio Scozzoli (ITA)        | 27,17    | Cameron van der Burgh (RSA)    | 27,19    |
| 100 m prsa           | Alexander Dale Oen (NOR)                                | 58,71    | Fabio Scozzoli (ITA)        | 59,42    | Cameron van der Burgh (RSA)    | 59,49    |
| 200 m prsa           | Dániel Gyurta (HUN)                                     | 2:08,41  | Kósuke Kitadžima (JPN)      | 2:08,63  | Christian vom Lehn (GER)       | 2:09,06  |
| 200 m polohový závod | Ryan Lochte (USA)                                       | 1:54,00  | Michael Phelps (USA)        | 1:54,16  | László Cseh (HUN)              | 1:57,69  |
| 400 m polohový závod | Ryan Lochte (USA)                                       | 4:07,13  | Tyler Clary (USA)           | 4:11,17  | Juja Horihata (JPN)            | 4:11,98  |
| Ženy                 | Zlato                                                   | Zlato    | Stříbro                     | Stříbro  | Bronz                          | Bronz    |
| 50 m volný způsob    | Therese Alshammarová (SWE)                              | 24,14    | Ranomi Kromowidjojová (NED) | 24,27    | Marleen Veldhuisová (NED)      | 24,49    |
| 100 m volný způsob   | Alexandra Herasimenjová (BLR) Jeanette Ottesenová (DEN) | 53,45    | —                           | —        | Ranomi Kromowidjojová (NED)    | 53,66    |
| 200 m volný způsob   | Federica Pellegriniová (ITA)                            | 1:55,58  | Kylie Palmerová (AUS)       | 1:56,04  | Camille Muffatová (FRA)        | 1:56,10  |
| 400 m volný způsob   | Federica Pellegriniová (ITA)                            | 4:01,97  | Rebecca Adlingtonová (GBR)  | 4:04,01  | Camille Muffatová (FRA)        | 4:04,06  |
| 800 m volný způsob   | Rebecca Adlingtonová (GBR)                              | 8:17,51  | Lotte Friisová (DEN)        | 8:18,20  | Kate Zieglerová (USA)          | 8:23,36  |
| 1500 m volný způsob  | Lotte Friisová (DEN)                                    | 15:49,59 | Kate Zieglerová (USA)       | 15:55,60 | Li Süan-sü (CHN)               | 15:58,02 |
| 50 m znak            | Anastasija Zujevová (RUS)                               | 27,79    | Aja Terakawaová (JPN)       | 27,93    | Melissa Franklinová (USA)      | 28,01    |
| 100 m znak           | Čao Ťing (CHN)                                          | 59,05    | Anastasija Zujevová (RUS)   | 59,06    | Natalie Coughlinová (USA)      | 59,15    |
| 200 m znak           | Melissa Franklinová (USA)                               | 2:05,10  | Belinda Hockingová (AUS)    | 2:06,06  | Sharon van Rouwendaalová (NED) | 2:07,78  |
| 50 m motýlek         | Inge Dekkerová (NED)                                    | 25,71    | Therese Alshammarová (SWE)  | 25,76    | Mélanie Héniqueová (FRA)       | 25,86    |
| 100 m motýlek        | Dana Vollmerová (USA)                                   | 56,87    | Alicia Couttsová (AUS)      | 56,94    | Lu Jing (CHN)                  | 57,06    |
| 200 m motýlek        | Ťiao Liou-jang (CHN)                                    | 2:05,55  | Ellen Gandyová (GBR)        | 2:05,59  | Liou C'-ke (CHN)               | 2:05,90  |
| 50 m prsa            | Jessica Hardyová (USA)                                  | 30,19    | Julija Jefimovová (RUS)     | 30,49    | Rebecca Soniová (USA)          | 30,58    |
| 100 m prsa           | Rebecca Soniová (USA)                                   | 1:05,05  | Leisel Jonesová (AUS)       | 1:06,25  | Ťi Li-pching (CHN)             | 1:06,52  |
| 200 m prsa           | Rebecca Soniová (USA)                                   | 2:21,47  | Julija Jefimovová (RUS)     | 2:22,22  | Martha McCabeová (CAN)         | 2:24,81  |
| 200 m polohový závod | Jie Š'-wen (CHN)                                        | 2:08,90  | Alicia Couttsová (AUS)      | 2:09,00  | Ariana Kukorsová (USA)         | 2:09,12  |
| 400 m polohový závod | Elizabeth Beiselová (USA)                               | 4:31,78  | Hannah Mileyová (GBR)       | 4:34,22  | Stephanie Riceová (AUS)        | 4:34,23  |

### Štafety
| Muži                   | Zlato | Zlato   | Stříbro | Stříbro | Bronz | Bronz   |
| ---------------------- | --- | ------- | --- | ------- | --- | ------- |
| 4×100 m volný způsob   | Austrálie (AUS) (James Magnussen, Matthew Targett, Matthew Abood, Eamon Sullivan, (r)Kyle Richardson, (r)James Roberts)                                     | 3:11,00 | Francie (FRA) (Alain Bernard, Jérémy Stravius, William Meynard, Fabien Gilot)                                                                                         | 3:11,14 | USA (USA) (Michael Phelps, Garrett Weber-Gale, Jason Lezak, Nathan Adrian, (r)Ryan Lochte, (r)Douglas Robison, (r)David Walters) | 3:11,96 |
| 4×200 m volný způsob   | USA (USA) (Michael Phelps, Peter Vanderkaay, Richard Berens, Ryan Lochte, (r)David Walters, (r)Conor Dwyer)                                                 | 7:02,67 | Francie (FRA) (Yannick Agnel, Grégory Mallet, Jérémy Stravius, Fabien Gilot, (r)Sébastien Rouault)                                                                    | 7:04,81 | Čína (CHN) (Wang Šun, Čang Lin, Li Jün-čchi, Sun Jang, (r)Ťiang Jü-chuej)                                                        | 7:05,67 |
| 4×100 m polohový závod | USA (USA) (Nicholas Thoman, Mark Gangloff, Michael Phelps, Nathan Adrian, (r)David Plummer, (r)Eric Shanteau, (r)Tyler McGill, (r)Garrett Weber-Gale)       | 3:32,06 | Austrálie (AUS) (Hayden Stoeckel, Brenton Rickard, Geoffrey Huegill, James Magnussen, (r)Benjamin Treffers, (r)Christian Sprenger, (r)Samuel Ashby, (r)James Roberts) | 3:32,26 | Německo (GER) (Helge Meeuw, Hendrik Feldwehr, Benjamin Starke, Paul Biedermann, (r)Markus Deibler)                               | 3:32,60 |
| Ženy                   | Zlato | Zlato   | Stříbro | Stříbro | Bronz | Bronz   |
| 4×100 m volný způsob   | Nizozemsko (NED) (Inge Dekkerová, Ranomi Kromowidjojová, Marleen Veldhuisová, Femke Heemskerková, (r)Maud van der Meerová)                                  | 3:33,96 | USA (USA) (Natalie Coughlinová, Melissa Franklinová, Jessica Hardyová, Dana Vollmerová, (r)Amanda Weirová, (r)Kara-Lynn Joyceová)                                     | 3:34,47 | Německo (GER) (Britta Steffenová, Silke Lippoková, Lisa Vittingová, Daniela Schreiberová)                                        | 3:36,05 |
| 4×200 m volný způsob   | USA (USA) (Melissa Franklinová, Dagny Knutsonová, Kathryn Hoffová, Allison Schmittová, (r)Jasmine Toskyová)                                                 | 7:46,14 | Austrálie (AUS) (Bronte Barrattová, Blair Evansová, Angie Bainbridgeová, Kylie Palmerová, (r)Jade Neilsenová)                                                         | 7:47,42 | Čína (CHN) (Ťiang Jü-chuej, Pchang Ťia-jing, Liou Ťing, Tchang I, (r)Ču Čchien-wej)                                              | 7:47,66 |
| 4×100 m polohový závod | USA (USA) (Natalie Coughlinová, Rebecca Soniová, Dana Vollmerová, Melissa Franklinová, (r)Elizabeth Peltonová, (r)Christine Magnusonová, (r)Amanda Weirová) | 3:52,36 | Čína (CHN) (Čao Ťin, Ťi Li-pching, Lu Jing, Tchang I, (r)Kao Čchang, (r)Sun Jie, (r)Ťiao Liou-jang, (r)Li Če-s')                                                      | 3:55,61 | Austrálie (AUS) (Belinda Hockingová, Leisel Jonesová, Alicia Couttsová, Merindah Dingjanová, (r)Stephanie Riceová)               | 3:57,13 |

## Medailová bilance
V plavání se rozdělilo celkem 40 sad medailí.
| Pořadí | Stát                     |       | Muži    | Muži  | Muži  |         | Ženy  | Ženy  | Ženy    |       | Muži + Ženy | Muži + Ženy | Muži + Ženy | Celkem |
| Pořadí | Stát                     | Zlato | Stříbro | Bronz | Zlato | Stříbro | Bronz | Zlato | Stříbro | Bronz |             |             |             | Celkem |
| ------ | ------------------------ | ----- | ------- | ----- | ----- | ------- | ----- | ----- | ------- | ----- | ----------- | ----------- | ----------- | ------ |
| 1.     | USA (USA)                |       | 8       | 3     | 3     |         | 8     | 2     | 5       |       | 16          | 5           | 8           | 29     |
| 2.     | Čína (CHN)               |       | 2       | 1     | 2     |         | 3     | 1     | 5       |       | 5           | 2           | 7           | 14     |
| 3.     | Brazílie (BRA)           |       | 3       | 0     | 0     |         | 0     | 0     | 0       |       | 3           | 0           | 0           | 3      |
| 4.     | Austrálie (AUS)          |       | 2       | 2     | 1     |         | 0     | 6     | 2       |       | 2           | 8           | 3           | 13     |
| 5.     | Francie (FRA)            |       | 2       | 3     | 2     |         | 0     | 0     | 3       |       | 2           | 3           | 5           | 10     |
| 6.     | Spojené království (GBR) |       | 1       | 0     | 0     |         | 1     | 3     | 0       |       | 2           | 3           | 0           | 5      |
| 7.     | Itálie (ITA)             |       | 0       | 3     | 0     |         | 2     | 0     | 0       |       | 2           | 3           | 0           | 5      |
| 8.     | Nizozemsko (NED)         |       | 0       | 0     | 0     |         | 2     | 1     | 3       |       | 2           | 1           | 3           | 6      |
| 9.     | Dánsko (DEN)             |       | 0       | 0     | 0     |         | 2     | 1     | 0       |       | 2           | 1           | 0           | 3      |
| 10.    | Rusko (RUS)              |       | 0       | 0     | 0     |         | 1     | 3     | 0       |       | 1           | 3           | 0           | 4      |
| 11.    | Švédsko (SWE)            |       | 0       | 0     | 0     |         | 1     | 1     | 0       |       | 1           | 1           | 0           | 2      |
| 12.    | Maďarsko (HUN)           |       | 1       | 0     | 3     |         | 0     | 0     | 0       |       | 1           | 0           | 3           | 4      |
| 13.    | Jižní Korea (KOR)        |       | 1       | 0     | 0     |         | 0     | 0     | 0       |       | 1           | 0           | 0           | 1      |
| 13.    | Norsko (NOR)             |       | 1       | 0     | 0     |         | 0     | 0     | 0       |       | 1           | 0           | 0           | 1      |
| 13.    | Bělorusko (BLR)          |       | 0       | 0     | 0     |         | 1     | 0     | 0       |       | 1           | 0           | 0           | 1      |
| 16.    | Japonsko (JPN)           |       | 0       | 3     | 2     |         | 0     | 1     | 0       |       | 0           | 4           | 2           | 6      |
| 17.    | Kanada (CAN)             |       | 0       | 3     | 0     |         | 0     | 0     | 1       |       | 0           | 3           | 1           | 4      |
| 18.    | Polsko (POL)             |       | 0       | 1     | 0     |         | 0     | 0     | 0       |       | 0           | 1           | 0           | 1      |
| 19.    | Německo (GER)            |       | 0       | 0     | 4     |         | 0     | 0     | 1       |       | 0           | 0           | 5           | 5      |
| 20.    | Jižní Afrika (RSA)       |       | 0       | 0     | 3     |         | 0     | 0     | 0       |       | 0           | 0           | 3           | 3      |
| Celkem | Celkem                   |       | 21      | 19    | 20    |         | 21    | 19    | 20      |       | 42          | 38          | 40          | 120    |